# 2. Liga
2. Liga är i Polen fotbollens tredje högsta division. Ligan består av 18 lag, där alla lag möts två gånger; en gång på hemmaplan och en gång på bortaplan.

## Säsongen 2015/2016
| Lagnamn                       |
| ----------------------------- |
| Błękitni Stargard Szczeciński |
| Energetyk ROW Rybnik          |
| GKS Tychy                     |
| Gryf Wejherowo                |
| Kotwica Kołobrzeg             |
| Legionovia Legionowo          |
| Nadwiślan Góra                |
| Okocimski KS Brzesko          |
| Olimpia Zambrów               |
| Polonia Bytom                 |
| Puszcza Niepołomice           |
| Radomiak Radom                |
| Raków Częstochowa             |
| Siarka Tarnobrzeg             |
| Stal Mielec                   |
| Stal Stalowa Wola             |
| Wisła Puławy                  |
| Znicz Pruszków                |